# Carl August Tidemann
Carl August Tidemann (7. lipnja 1971.) norveški je gitarist i skladatelj progresivnog metala. Najpoznatiji je kao član sastava Arcturus i Winds.
Svira u sastavu Winds od 1989. Također je osnivač sastava Tritonus. Svirao je gitaru na albumu Aspera Hiems Symfonia sastava Arcturus.

## Diskografija
Arcturus
- Aspera Hiems Symfonia (1996.)

Tritonus
- Prison of Light (2013.)

Winds
- Of Entity and Mind (2001.)
- Reflections of the I (2002.)
- The Imaginary Direction of Time (2004.)
- Prominence and Demise (2007.)

Samostalni albumi
- Stylistic Changes (1996.)

Kao gost
- Arcturus – La Masquerade Infernale (1997.)
- Fleurety – Department of Apocalyptic Affairs (2000.)
- Vesperian Sorrow – Stormwinds of Ages (2012.)
- Quadrivium – Methocha (2012.)
- Andy Winter – Incomprehensible (2013.)
- The Fractured Dimension – On the Precipice of Many Infinities (2018.)